# DJ Q-bert

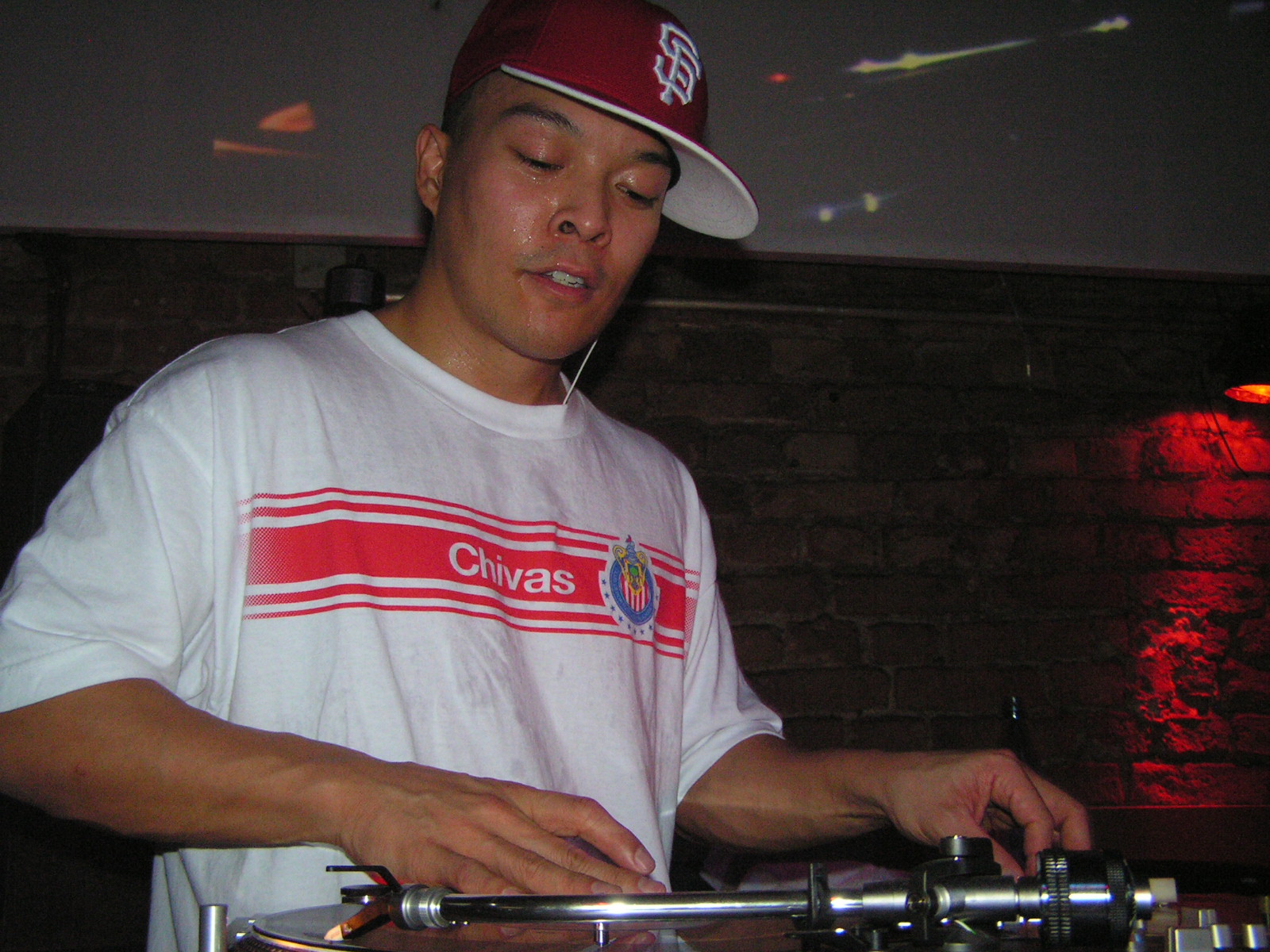
DJ Q-bert podczas koncertu w Berlinie

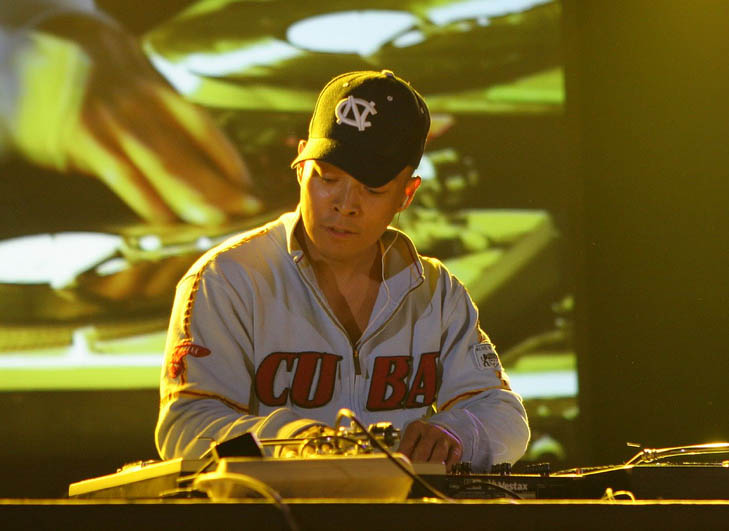
DJ Q-bert podczas koncertu

Q-bert (ur. 7 października 1969 roku) jest pseudonimem artystycznym Richarda Quitevisa, amerykańskiego DJ-a i kompozytora filipińskiego pochodzenia. Członek nieistniejącej już grupy turntablistycznej Invisibl Scratch Piklz.

## Nagrody i osiągnięcia
- Mistrz DMC USA 1991
- Mistrz DMC World 1992 (Wraz z DJ Apollo jak i Mix Master Mike jako team Rockstady Crew)
- Mistrz DMC World 1993 (Wraz z Mix Master Mike jako Dream Team )
- Światowy Mistrz DMC 1994
- Juror DMC 1995
- DMC DJ Hall of Fame (wraz z Mix Master Mike)

## Dyskografia
- Demolition Pumpkin Squeeze Musik (1994)
- Wave Twisters (1998)